# Adani Group
De Adani Group is een Indiaas conglomeraat met activiteiten in de sectoren energieproductie, mijnbouw, logistiek en agribusiness. De hoofdzetel van de groep is gevestigd in Ahmedabad, in Gujarat, een deelstaat in het westen van India. Adani Group is de grootste ontwikkelaar en exploitant van havens in het land, waaronder Mundra Port, eveneens in Gujarat. In 2019 verwierf de groep voor 50 jaar de exploitatierechten voor 5 van de 6 luchthavens die door de regering werden geprivatiseerd.
De Adani Group is tevens eigenaar van het tafeloliemerk Fortune.
De Adani Group is ook buiten India actief, met name in het omstreden Carmichael-mijnbouwproject in Australië. Het ligt in de bedoeling steenkool uit Australië te importeren voor de elektriciteitsproductie in India.
De Indiase fiscus beschuldigde in 2017 de Adani Group van belastingontwijking naar belastingparadijzen, volgens documenten die The Guardian achterhaalde.

## Gautam Adani
Het bedrijf werd in 1988 door Gautam Shantilal Adani (1962) opgericht als een handelsmaatschappij in grondstoffen. Adani breidde de onderneming stelselmatig uit. Hij is intussen miljardair, en in 2022 de rijkste man van Azië. In januari 2023 beschuldigde Hindenburg Research Adani van grootschalige fraude. Adani Group ontkende de aantijgingen, en verweet in een uitgebreid rapport Hindenburg, een adviesbureau voor short sellers, aan beursspeculatie te doen.
In november 2024 werd Adani in de Verenigde Staten aangeklaagd wegens fraude: hij zou in eigen land ambtenaren hebben omgekocht in ruil voor miljardencontracten en dat vervolgens verzwegen hebben voor Amerikaanse banken en investeerders. Het beursaandeel Adani Enterprises daalde daarop met circa 20 procent.

## Dochterondernemingen

### Adani Ports & SEZ
Adani Ports and Special Economic Zone Limited (Adani Ports & SEZ) is India's grootste privé-exploitant, met meerdere havens in bezit. Het bedrijf stond eerder bekend als Mundra Port en Special Economic Zone Limited, Op 6 januari 2012 kreeg het bedrijf zijn nieuwe naam. In 2012 stelde het Indiase Ministerie van Milieuzaken een onderzoekscommissie samen na een vermoeden van milieudelicten in de scheepssloperij van het bedrijf. Het bedrijf begon met activiteiten in Mundra Port en is momenteel actief in 10 havens in India, bestaande uit 45 ligplaatsen en 14 terminals in 6 staten op onderstaande locaties. De groep is uitgegroeid tot… 
+ overnemen bestaande tekst “... Adani Group is de grootste ontwikkelaar en exploitant van havens…”

### Adani Power
Adani Power Limited is een producent van thermische energie, en van zonne-energie, met investeringen op verschillende plaatsen in India. 

### Adani Transmission
Adani Transmission Limited is een transmissienetbeheerder met hoofdkantoor in Ahmedabad, en een van de grootste energietransportbedrijven in de privésector van het land.

### Adani Green Energy
Adani Green Energy Limited (AGEL) is een Indiaas bedrijf voor hernieuwbare energie, met hoofdzetel in Ahmedabad. Het bedrijf bouwde het Kamuthi Solar Power Project nabij Kamuthi, een van de grootste installaties voor zonne-energie ter wereld. Op 18 januari 2021 kondigde de Franse energiereus Total een participatie van 20% in het bedrijf aan.